# Henrik Stenson
Henrik Olof Stenson (* 5. dubna 1976 Göteborg) je švédský profesionální golfista. S manželkou a třemi dětmi žije v Orlandu na Floridě.
V roce 2008 vyhrál ve dvojici s Robertem Karlssonem Světový pohár v golfu a získal s evropským týmem Ryder Cup 2006 a 2014. Ve své kariéře vyhrál dvacet turnajů, mezi nimi FedEx Cup 2013, Dell Technologies Championship 2013 a The Open Championship 2016 (stal se prvním švédským vítězem mužského turnaje major a zahrál rekordních dvacet úderů pod par), na letních olympijských hrách 2016 získal stříbrnou medaili. V letech 2013 a 2016 byl nejlepším hráčem PGA European Tour, na světovém žebříčku byla jeho nejlepším umístěním druhá příčka.